# Oseberg-Schiff

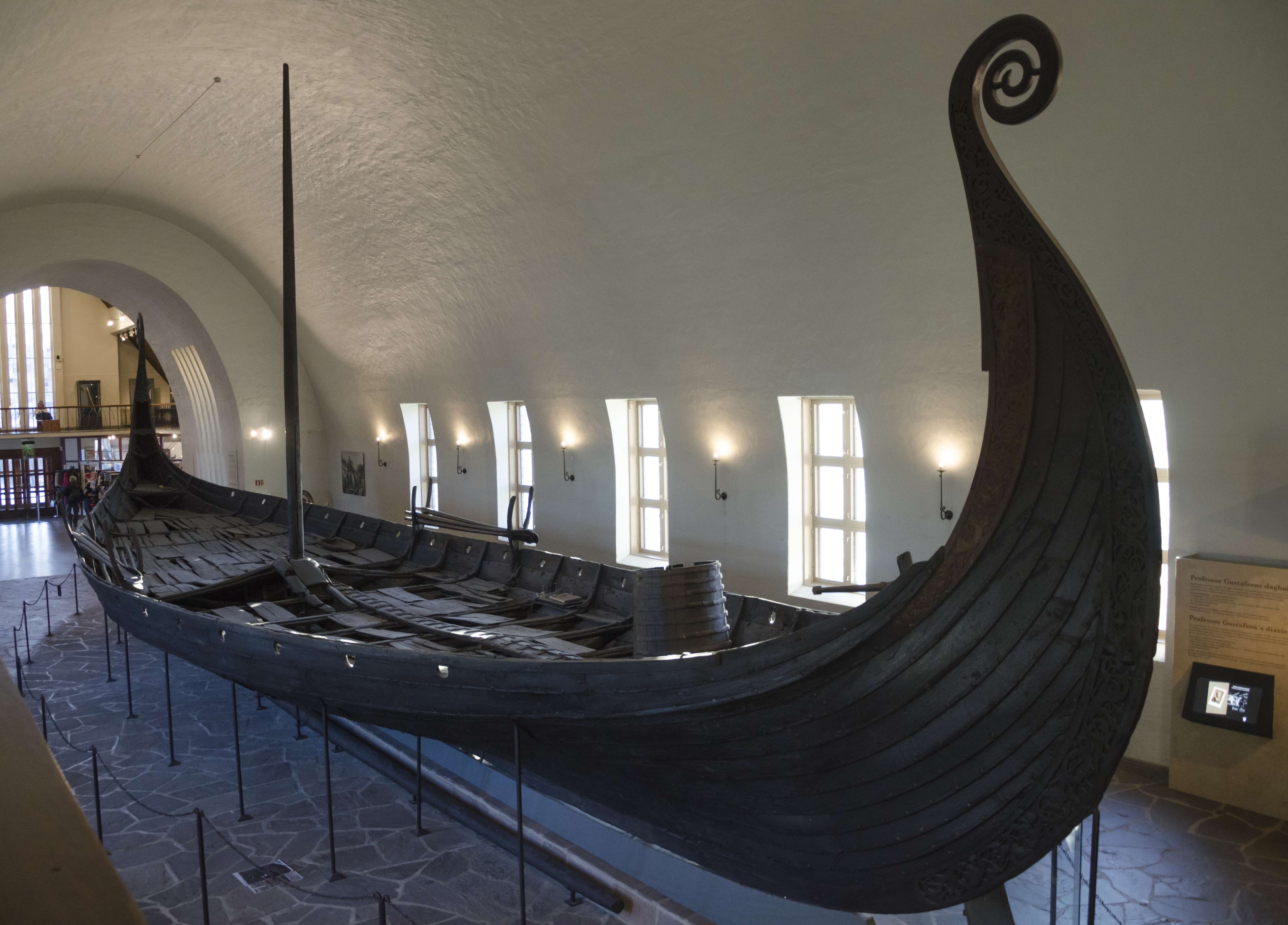
Das Oseberg-Schiff im Vikingskipshus in Oslo

Das Oseberg-Schiff ist ein Wikingerschiff, das 1904 unter einem Grabhügel auf dem Oseberg-Hof, einem Bauernhof am westlichen Ufer des Oslofjords zwischen Tønsberg und Horten in Norwegen, gefunden und von dem schwedischen Archäologen Gabriel Gustafson und seinem norwegischen Kollegen Haakon Shetelig 1904–1905 ausgegraben wurde. In einer im Jahr 834 angelegten Grabkammer waren hinter dem Mast des Schiffes zwei Frauen beigesetzt worden. Es war der dritte bedeutende norwegische Fund eines Schiffsgrabs nach dem Tune-Schiff im Jahr 1867 und dem Gokstad-Schiff 1870. Das Oseberg-Schiff ist bis heute der reichste und wichtigste Fund aus der Wikingerzeit. Es wird im Vikingskipshus in Oslo ausgestellt.

## Fundgeschichte

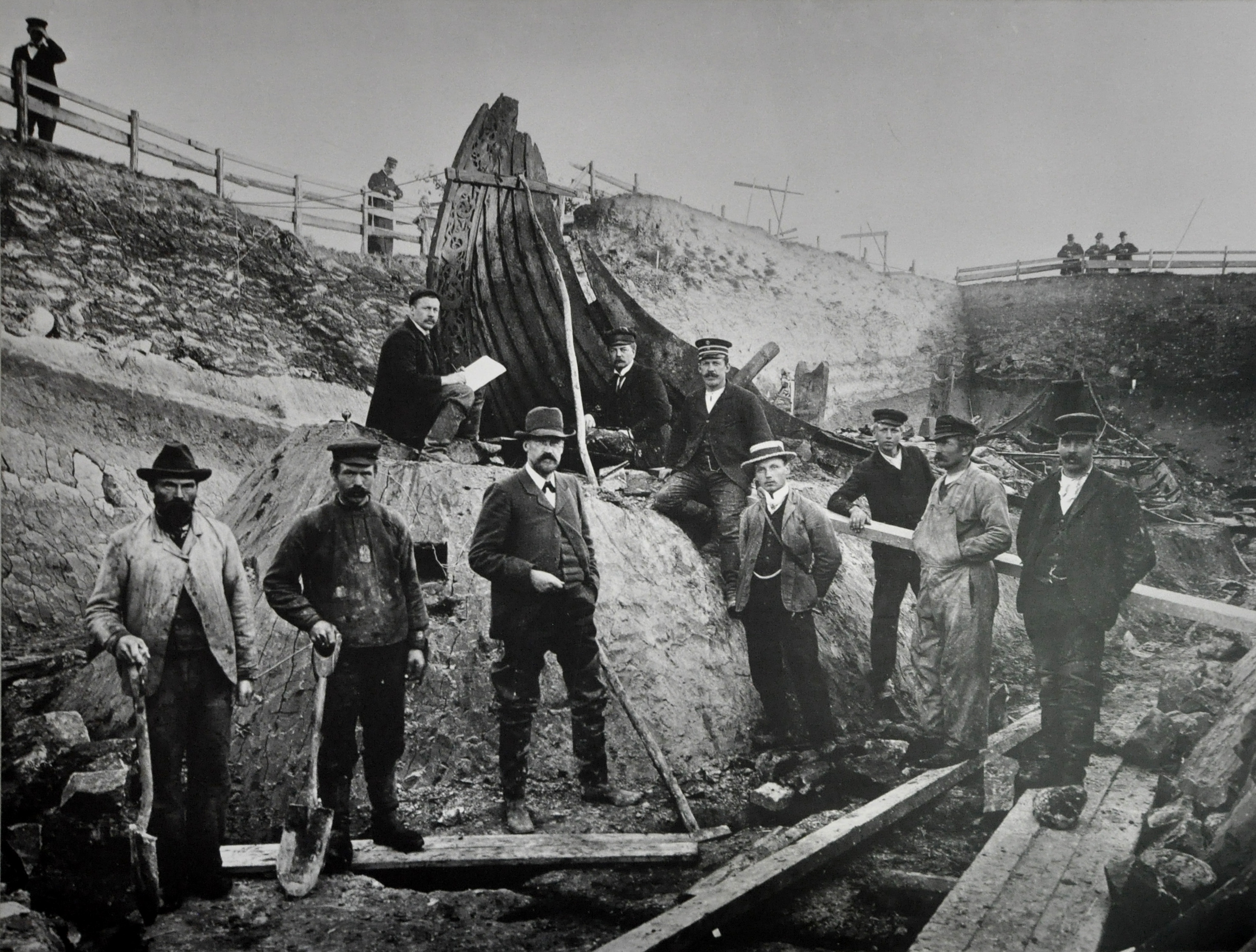
Ausgrabestelle des Oseberg-Schiffs

Der Fund des Gokstad-Schiffs 1880 löste in Norwegen eine vermehrte Suche nach vergleichbaren Begräbnisplätzen aus. Anders als für andere Fundstellen am Oslofjord gab es keine mündliche Tradition, die die Stelle auf dem Oseberg-Hof als Begräbnisplatz bezeichnete. Der kleine Hügel wurde lokal als „Revehaugen“ bezeichnet, ein Platz, an dem sich Füchse aufhielten. Der Landwirt Oskar Rom hatte unter dem Eindruck der großen Aufmerksamkeit, den das Gokstadschiff national und international erregt hatte, einige Grabungen auf diesem Hügel vorgenommen und dabei Dinge gefunden, die seiner Meinung nach für einen Archäologen interessant waren. Er reiste am 8. August 1903 in das damals noch Kristiana genannte Oslo, um seine Funde Gabriel Gustafson zu zeigen.
Gabriel Gustafson reagierte zunächst skeptisch auf Oskar Roms Behauptung, er habe eine weitere Wikingerbegräbnisstätte gefunden, ließ sich aber dann durch ein von Oskar Rom mitgebrachtes Fundstück, ein beschnitztes Stück Holz, überzeugen. Zwei Tage später besuchte Gabriel Gustafson den Fundort erstmals selbst und ließ provisorisch erste Grabungen vornehmen. Da das Jahr für eine vollständige Ausgrabung bereits zu weit fortgeschritten war, ließ er die Grabung zuschütten und nutzte die Winterzeit, um die Grabung zu organisieren und dafür finanzielle Mittel zu sammeln.

## Das Schiff

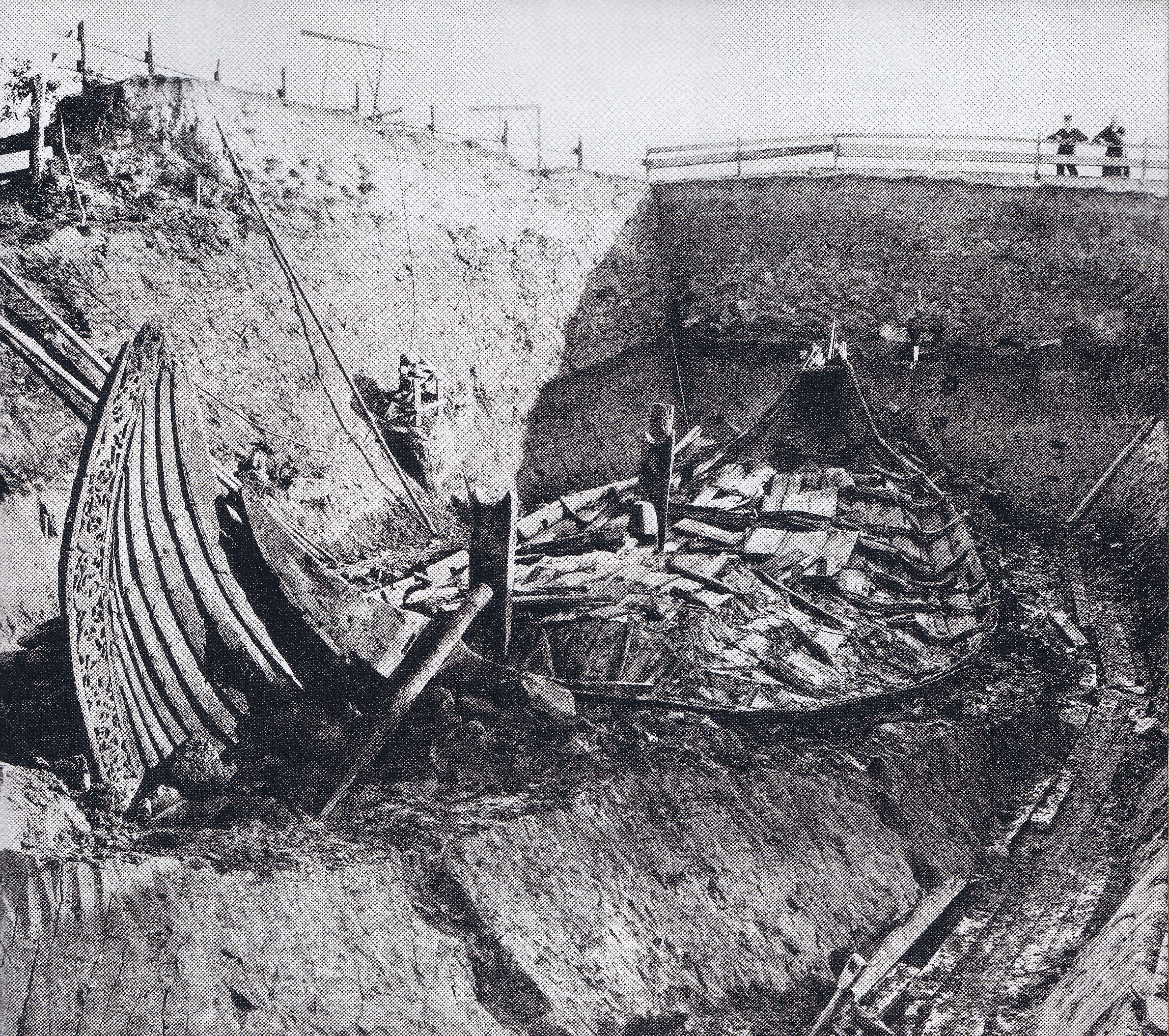
Das halbausgegrabene Oseberg-Schiff am Fundort.

Das etwa 22 m lange und 5 m breite Langschiff in typischer Klinkerbauweise aus Eiche ist so prächtig verziert und an Bug und Heck mit Schnitzereien im Oseberg-Stil versehen, dass man es für eine königliche Yacht oder ein Zeremonialschiff hält. Obwohl seetüchtig, war es doch wohl nur für Fahrten in Küstennähe brauchbar. Dendrochronologie-Analyse ergab, dass das Schiff aus im Jahre 820 gefällten Eichen gebaut wurde und dass die Grabkammer aus dem Jahr 834 stammt.
Von der Kielunterkante bis zur Bordkante mittschiffs beträgt die Höhe nur 1,60 m, der Tiefgang 0,75 m, der Freibord 0,85 m. Das Schiff ist ganz aus Eiche gebaut und gleicht in der Konstruktion den übrigen bekannten Schiffen aus dieser Zeit, ist aber schwächer gebaut und war für höhere Beanspruchung nicht geeignet. Die Ruderlöcher konnten während des Segelns nicht geschlossen werden. Der Mast ist nur schwach gestützt. Das Kielschwein ist unverhältnismäßig kurz. Die Masthalterung darüber ist ebenfalls zu schwach, war gesprungen, und wurde mit zwei Eisenbändern wieder zusammengehalten. Die Bodenbretter sind bis auf die am Mast fest, so dass der Raum darunter nicht nutzbar ist. All dies deutet darauf hin, dass dieses Schiff nicht für längere Fahrten bestimmt war, bei denen man Verpflegung mitnehmen musste. Der Mast war 9 bis 10 Meter hoch. Mit einer Segelfläche von ungefähr 90 m² konnten Geschwindigkeiten von bis zu zehn Knoten erreicht werden. Das Schiff hatte 15 Paar Riemenöffnungen, so dass mindestens 30 Ruderer notwendig waren. Zu den gefundenen Ausrüstungsteilen gehörten ein breites Steuer, ein eiserner Anker, ein Gangplanke und ein Schöpfeimer.
Das Schiff war bereits mehrere Jahre in Gebrauch, aber auch schon länger nicht mehr benutzt worden, ehe es im Jahr 834 in den Grabhügel eingebracht wurde. Viele Riemen und der Mast wurden zum Zwecke der Beisetzung in aller Eile nachgefertigt und waren teilweise nicht einmal fertig. Sie müssen also bereits gefehlt haben, was bei einem dauernden Gebrauch des Schiffes bis zuletzt ausgeschlossen ist.

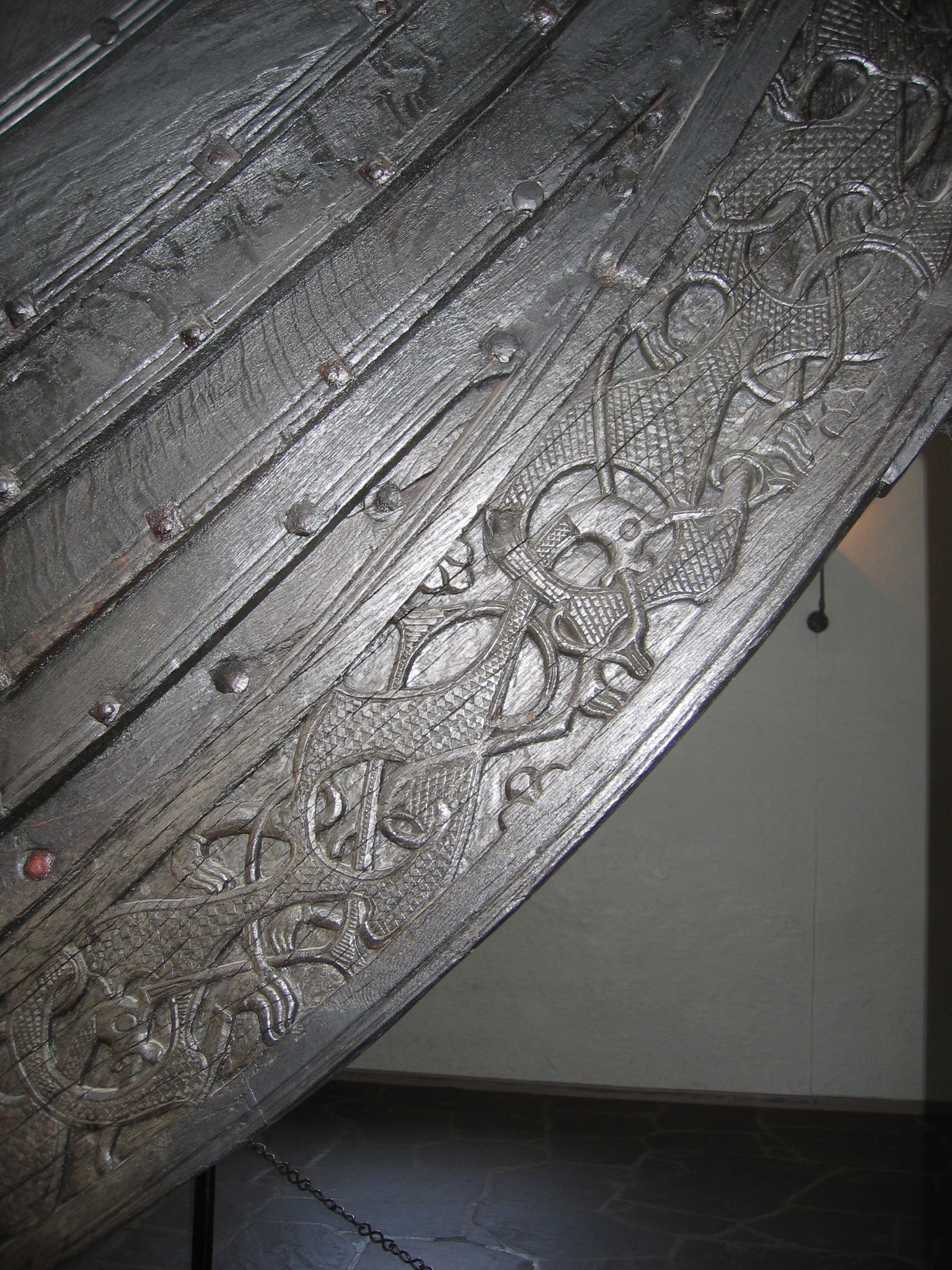
Details des Oseberg-Schiffs
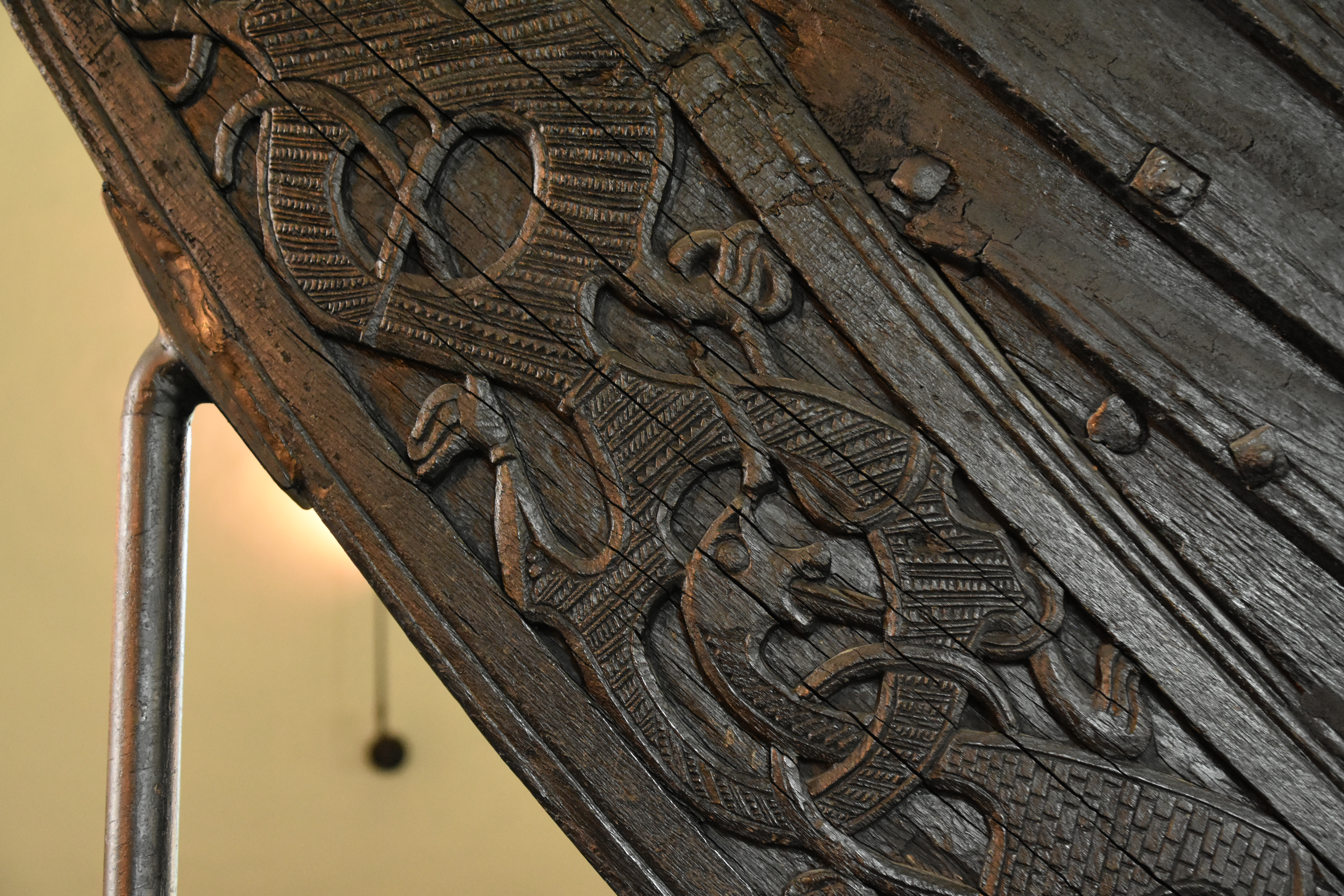
Detail der Schnitzarbeiten am Schiffsrumpf
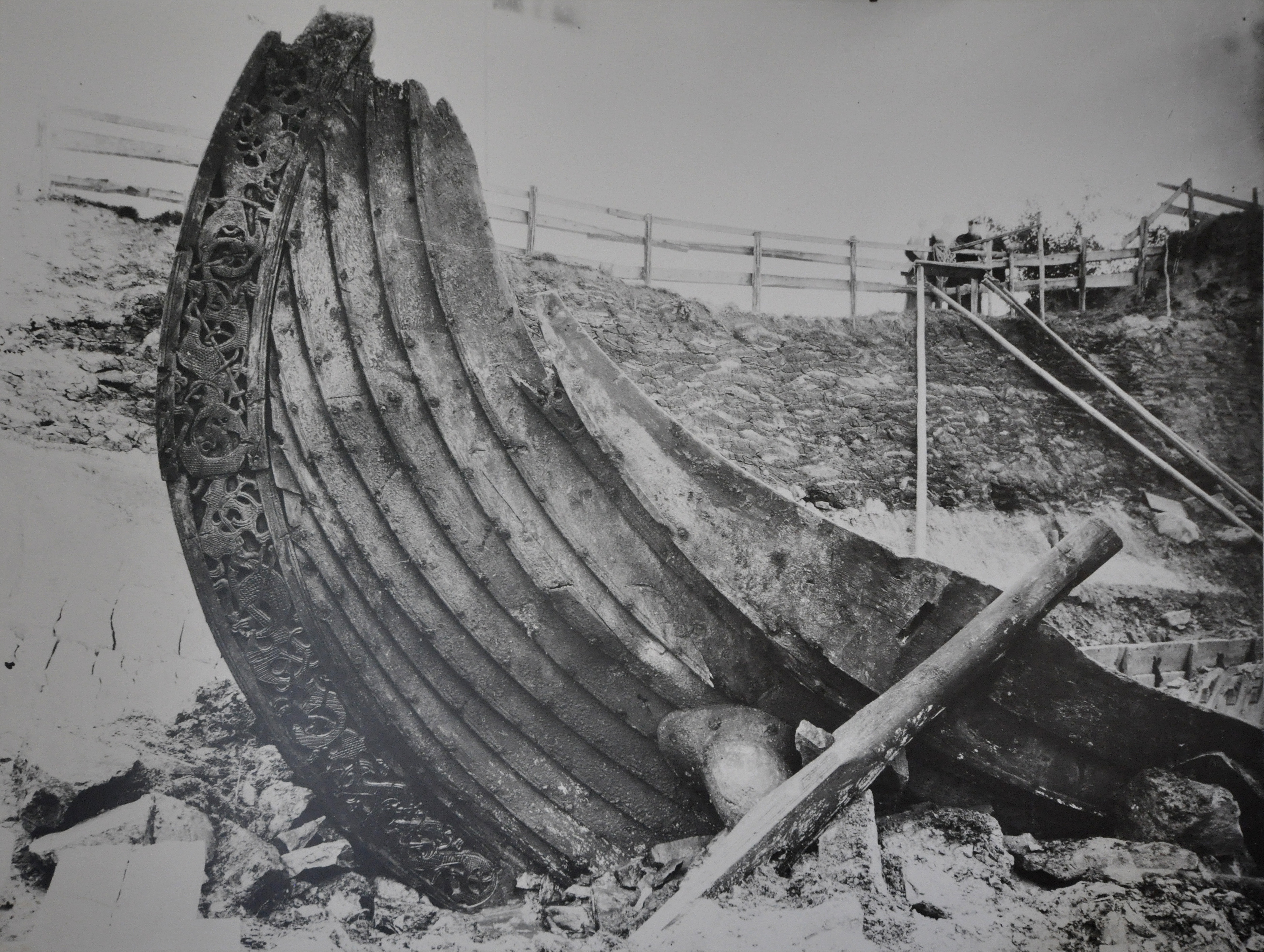
Halb ausgegrabenes Schiff

## Die Bestatteten
In der Grabkammer fanden sich die Skelette von zwei Frauen, von denen eine bei ihrem Tod ein hohes Alter von 70 bis 80 Jahre erreicht hatte, während die andere etwa dreißig Jahre jünger war. Beide Frauen trugen Kleider aus feingewebter Wolle, der Schleier der einen war aus Wolle, die andere trug einen aus Leinen gewebten Schleier. Zu den Grabbeigaben zählten unter anderem importierte Seiden aus dem östlichen Mittelmeerraum und Textilarbeiten. Aus der Reichhaltigkeit der Grabbeigaben und dem Aufwand, der bei dem Begräbnis offensichtlich betrieben wurde, ist ersichtlich, dass es sich um die Grabstätte einer sehr wichtigen Persönlichkeit handelte.
Zunächst wurde angenommen, dass es sich bei der älteren Frau um die Königin Åsa aus dem Geschlecht der Ynglinger, die Mutter Halfdan des Schwarzen und Großmutter von Harald „Schönhaar“, handelte. Die jüngere Frau, deren Skelett einen Schlüsselbeinbruch aufwies, wurde als Sklavin gedeutet, die ihre Herrin nach dem von Ibn Fadlān beschriebenen Brauch der Wikinger als Menschenopfer in den Tod begleitete.
Die Gebeine, die bereits 1947 wieder in den Grabhügel gebracht worden waren, wurden 2007 exhumiert. Bei ihrer Untersuchung konnte festgestellt werden, dass die Verletzung der jüngeren Frau verheilt war, was gegen die Vermutung spricht, dass sie geopfert wurde. Per Holck von der anthropologischen Abteilung des Anatomischen Instituts an der Universität Oslo ist nach DNA-Analysen der Meinung, dass die Vorfahren zumindest der jüngeren Frau aus dem Schwarzmeerraum, dem heutigen Iran, stammten. Durch Strontiumisotopenanalyse ließ sich aber auch feststellen, dass beide Frauen in Agder gelebt hatten, nach Snorri Sturlusons Heimskringla Åsas Heimat. Zudem hatten beide Frauen sich viel von Fleisch ernährt, was ebenfalls für eine Herkunft aus der Oberschicht spricht. Es war jedoch zu wenig und vor allem auch zu wenig eindeutiges DNA-Material vorhanden, um eine Verwandtschaft zu beweisen.
Beide Frauen litten an Arthritis, was dafür spricht, dass auch die jüngere Frau nicht, wie anfangs angenommen, zwischen 25 und 30 Jahren alt war, sondern eher im mittleren und damit für die damalige Zeit schon hohem Alter stand. Bei der älteren Frau wurde auch das Morgagni-Syndrom diagnostiziert, eine als „Diabetes der bärtigen Frauen“ bezeichneten Stoffwechselkrankheit, deren am Skelett sichtbares Kennzeichen die Verdickung der Schädelkalotte ist. Ihre Todesursache war aber vermutlich Krebs, was den ältesten Nachweis dieser Krankheit in Norwegen darstellt.
Ob es wirklich um Åsa handelt oder eine (oder beide) der Frauen Priesterinnen waren, ist nicht zu rekonstruieren. Die erstere Annahme scheint durch die Namensähnlichkeit des Ortsnamens Oseberg mit Åsa und die Herkunft aus Agder belegt zu sein, für letztere werden die Bildteppiche mit Darstellungen kultischer Handlungen angeführt. Erschwert wird die Deutung durch den Umstand, dass der Grabhügel erst nur zur Hälfte geschlossen wurde, während in der anderen Hälfte noch über Wochen hinweg Bestattungsriten stattfanden. Möglicherweise – Indizien dafür wären traditionell Männern zugeordnete Grabbeigaben wie Zaumzeug – war ursprünglich außer den Frauen auch ein Mann bestattet worden, dessen sterbliche Überreste vor der Schließung des Grabes wieder entfernt wurden, um andernorts beigesetzt zu werden. Bevor der Grabhügel zugeschüttet wurde, wurde die Grabkammer versiegelt und das Schiff mit einem Stein verankert.

## Die Grabbeigaben
Ob das Grab vor seiner Wiederentdeckung aufgebrochen worden war, ist umstritten. Bei der Ausgrabung fanden sich Hinweise auf einen Tunnel. Die Grabbeigaben beinhalteten keine Edelmetalle. Dennoch war die Ausbeute an Gegenständen des täglichen Gebrauchs und an Schmuck- und Kunstwerken, die 1904–1905 zutage kam, ungemein reichhaltig.
Zusätzlich zu den bei den Skeletten gefundenen persönlichen Gegenständen wurden die Grabbeigaben neben der Grabkammer im Schiff abgelegt. Dazu gehörten vier reich verzierte Schlitten, ein vierrädriger Wagen mit kunstvollen Schnitzereien (der bisher einzige Fund eines Wagens aus der Wikingerzeit), Bettenpfosten und hölzerne Truhen, sowie Landwirtschafts- und Haushaltsgeräte. Unter den Textilienfunden waren wollene Kleidung, Seide und schmale Bildteppiche. Die Tatsache, dass z. B. das Bett zertrümmert war, spricht gegen einen Grabraub, in dessen Zusammenhang eine Zerstörung sinnlos wäre. Eine Theorie geht davon aus, dass die Zerstörung sich gegen die Bewohnbarkeit des Grabhügels durch den Toten als Wiedergänger richtete.

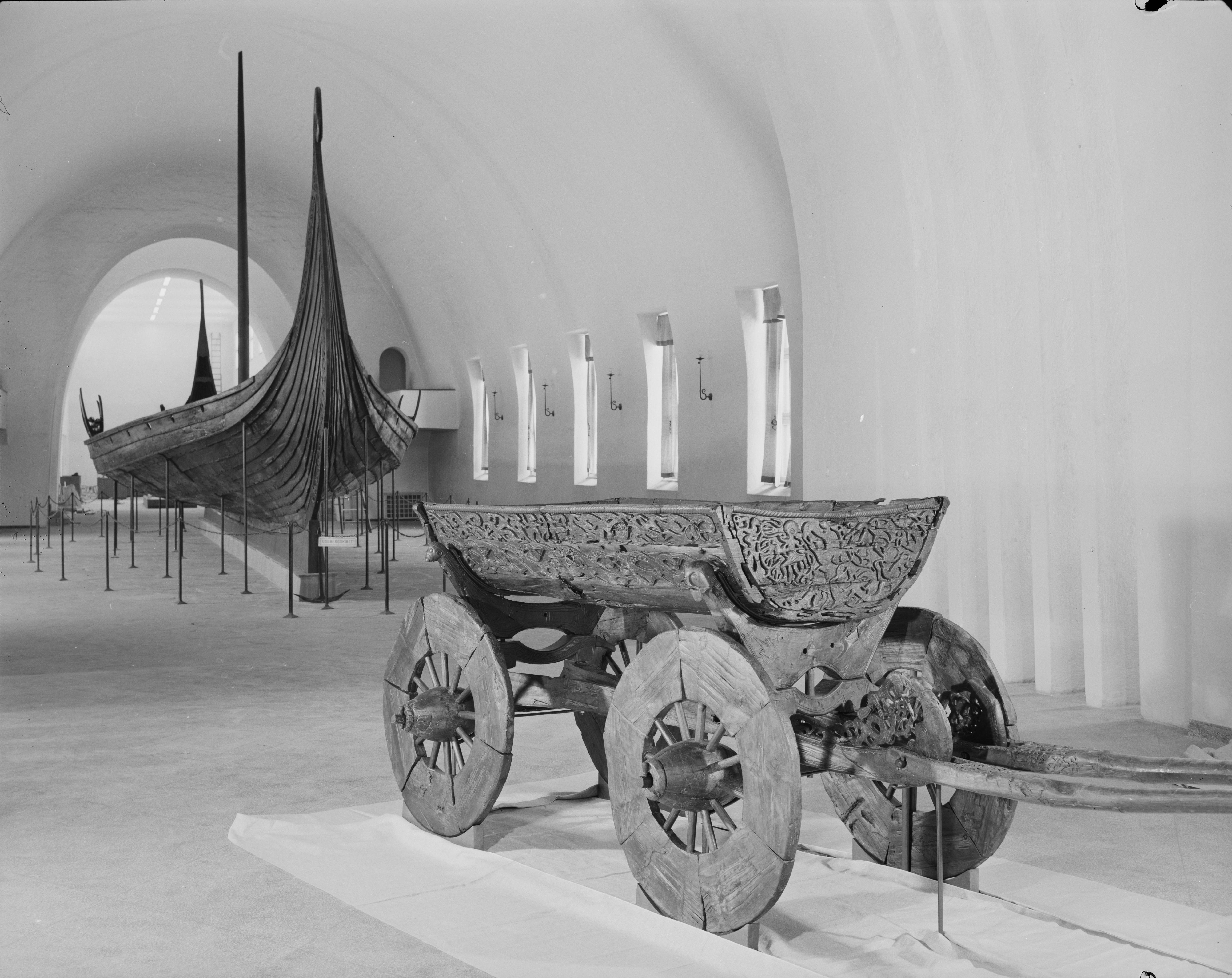
Schiff und Wagen
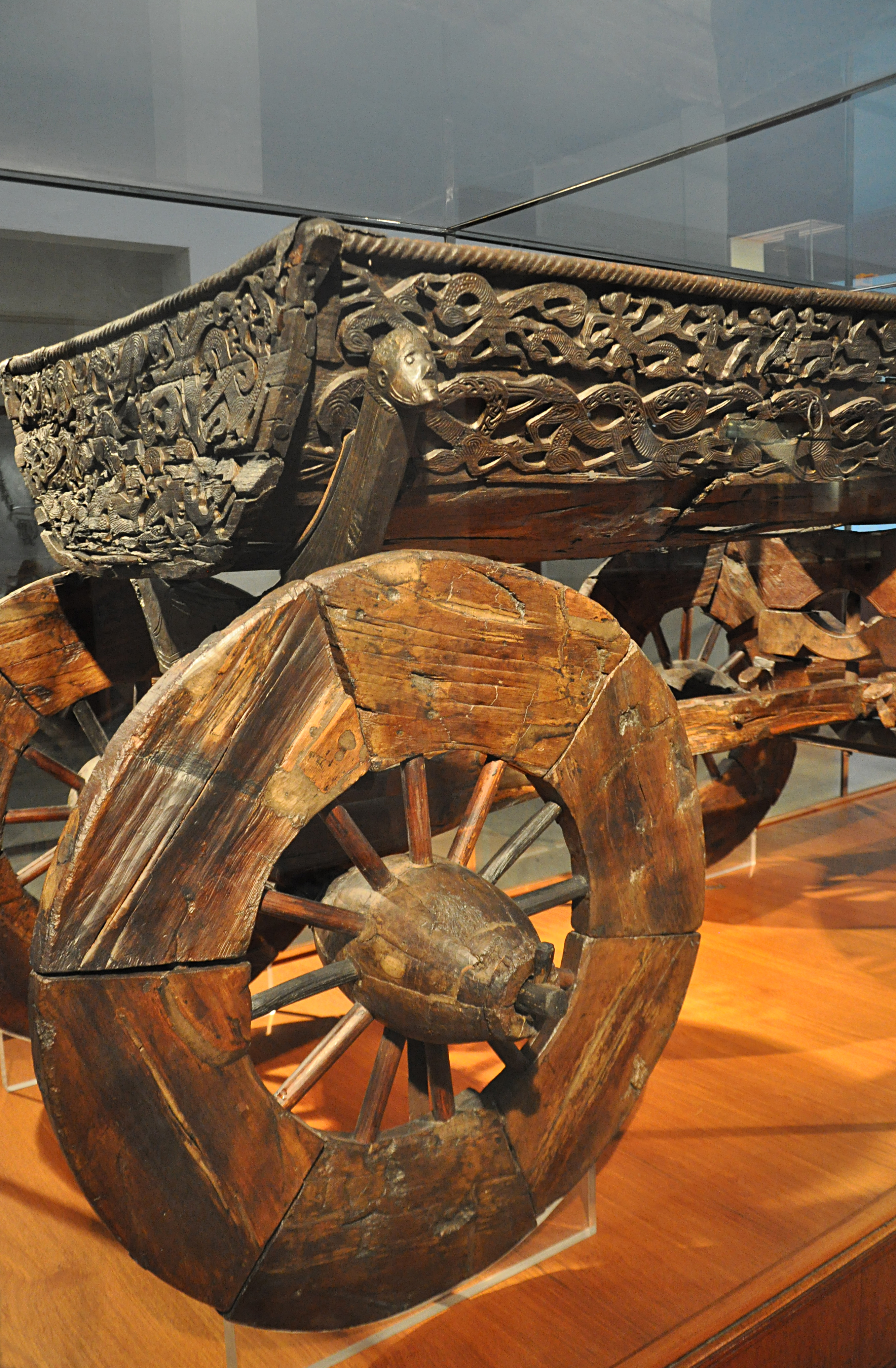
Detail des Wagens
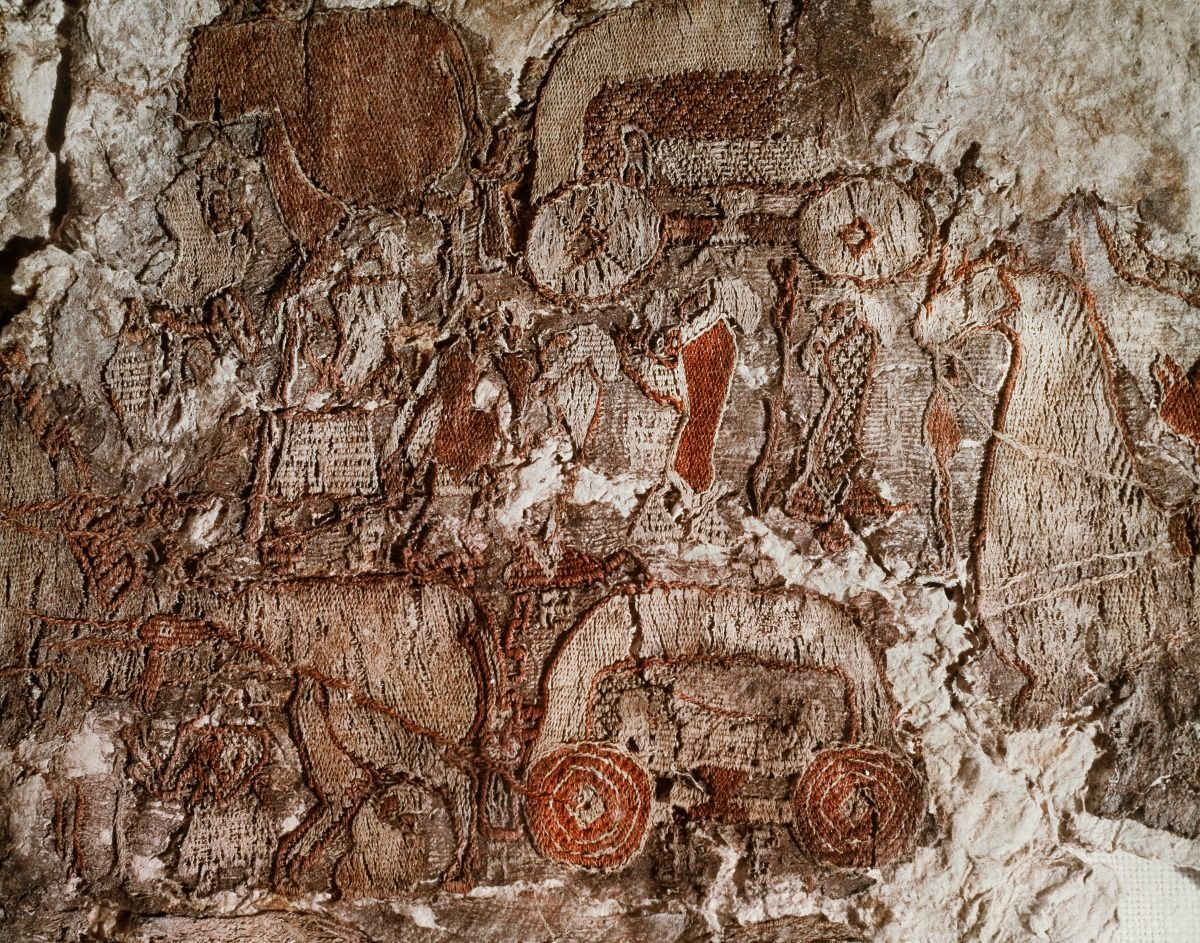
Detail eines Bildteppich
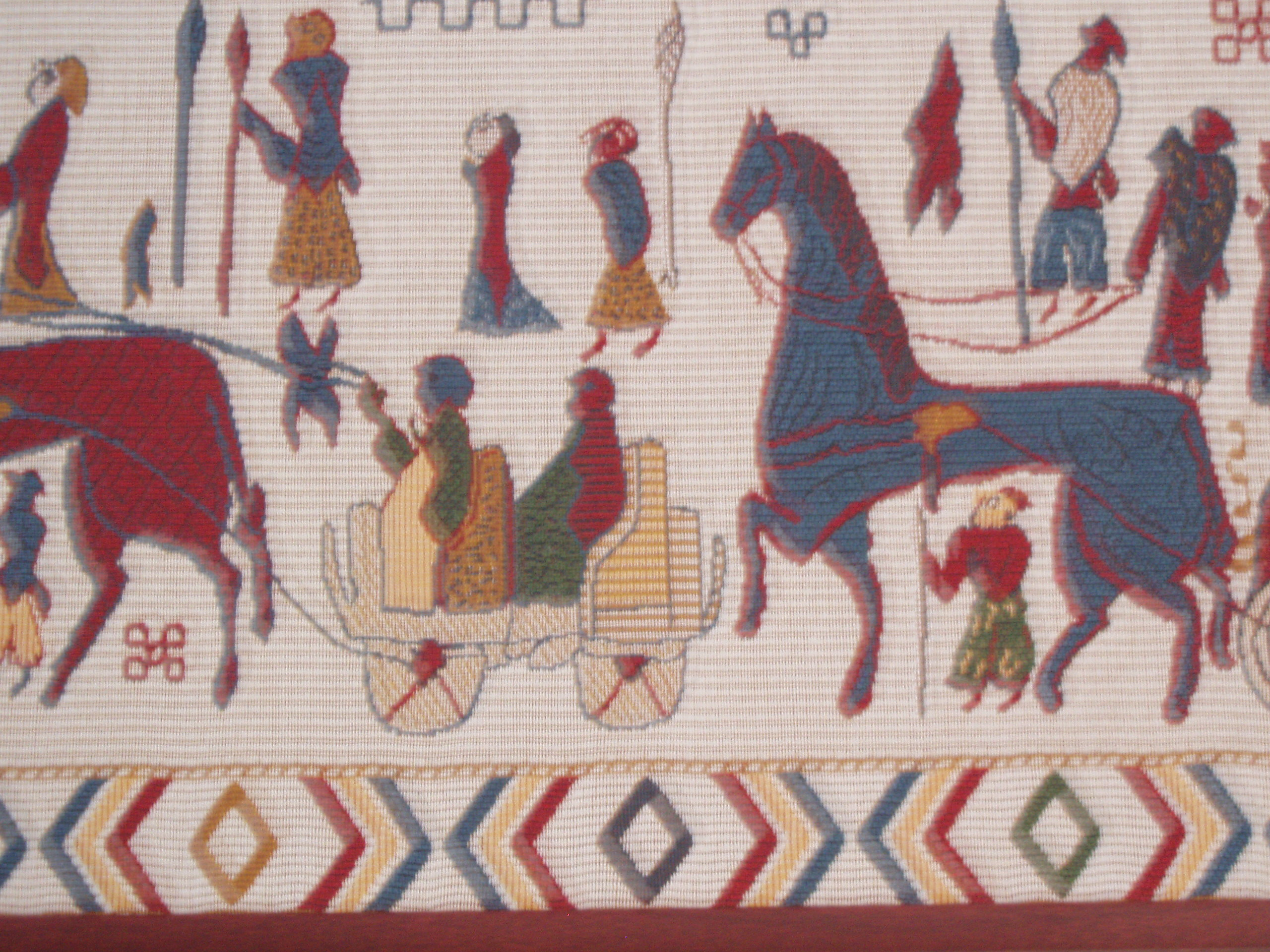
Rekonstruktion eines Teils des Bildteppichs
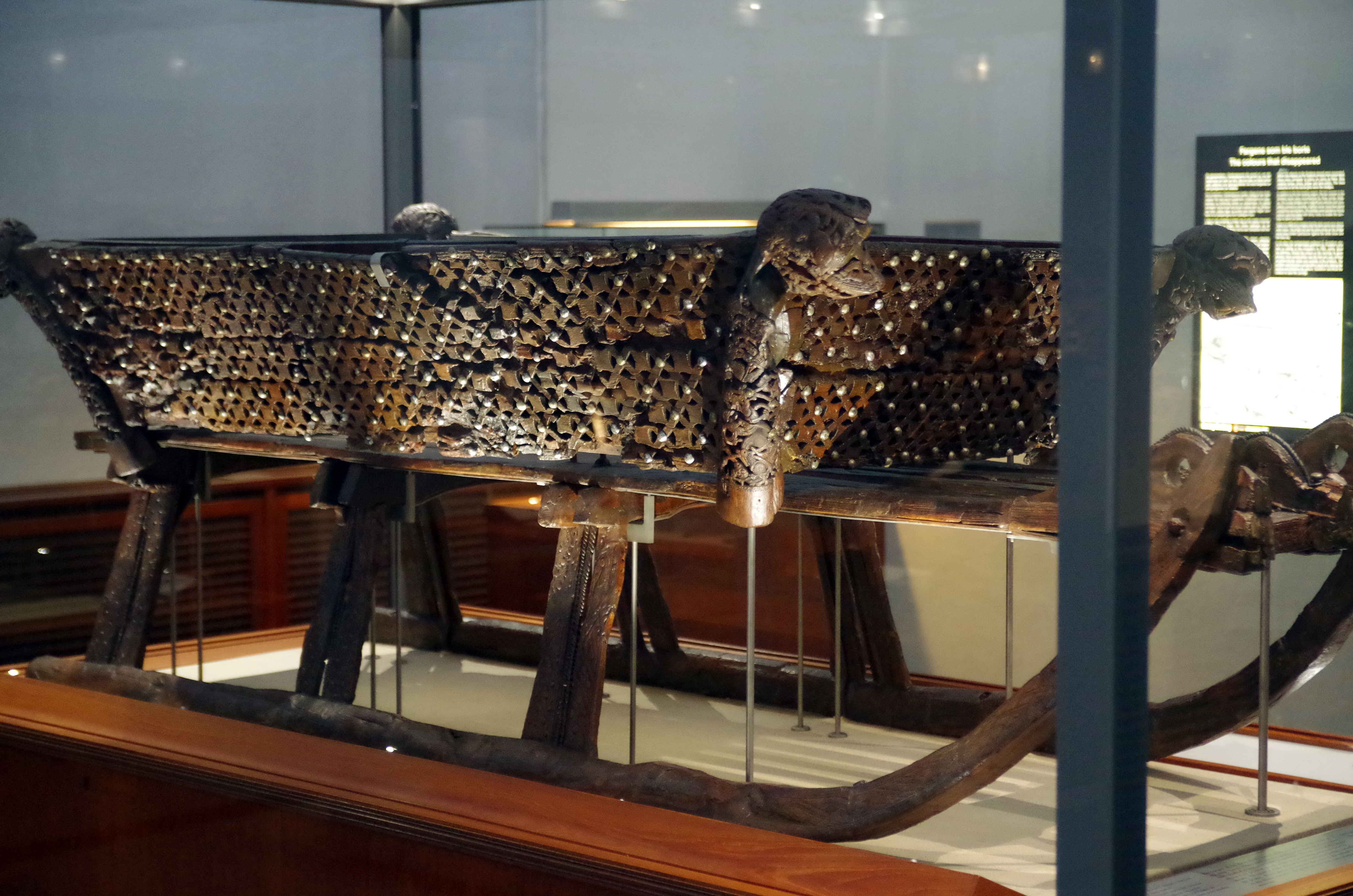
Einer der Schlitten

Instrumentenkundlich bedeutend ist der Fund einer 107 Zentimeter langen Holztrompete, die wie das Alphorn aus zwei Halbschalen angefertigt war. Außer diesen Gegenständen wurden den Bestatteten fünfzehn geopferte Pferde, vier Hunde und ein Ochse ins Grab mitgegeben.

## Ausstellung
Das Schiff wurde rekonstruiert und ist mit den in und bei ihm gefundenen Gegenständen im Wikingermuseum von Oslo zu sehen, in dem sich auch das Tune-Schiff und das Gokstad-Schiff befinden.
Die alten Restaurierungen führen nun zu konservatorischen Problemen und zu einem Streit über die Finanzierung der nötigen Sicherungsmaßnahmen.

## Dokumentarfilme
- Das Grab der Königin. (= Die Wikinger – Fakten und Legenden. Folge 3). 44 Min. Ein Film von Jeremy Freeston. Vereinigtes Königreich 2018.[12][13]